# 64
64 (LXIV) var ett skottår som började en söndag i den julianska kalendern.

## Händelser

### Juli
- 18 juli – En brand utbryter i ett handelsområde i Rom, Italien och snart är branden bortom all kontroll. Kejsar Nero skall enligt legenden ha spelat på sin lyra och sjungit, medan han åsåg det hela från säkert avstånd. Det finns dock inga bevis för detta och det är värt att påpeka, att bränder var vanliga i Rom vid den här tiden. Branden ödelägger nästan halva staden och skylls på de kristna, en liten men växande religiös rörelse.

### Okänt datum
- Nero påbörjar förföljelser av kristna i Rom.
- Nero framlägger en ny stadsplanering för Rom, baserad på skapandet av byggnader med ornamenterad portik, bredare gator och öppna platser. Denna planering antas dock inte förrän efter hans död.
- Lyon skickar en stor summa pengar till Rom, som hjälp vid återuppbyggnaden. Under vintern 64–65, utbryter dock en katastrofal brand i Lyon, Frankrike varför Nero skickar tillbaka pengarna.
- Kushanerna plundrar staden Taxila (i nuvarande Pakistan).
- Den kristna kyrkan antar seden att döpa nyfödda barn.
- Seneca propagerar för att alla människor skall vara jämlika, även slavar.
- Fenicien blir en del av Syrien.
- Aposteln Petrus skriver Första Petrusbrevet.
- Sedan Petrus har blivit avrättad väljs Linus till påve (detta år eller 67). Dock Petrus tjänade aldrig under sin tid som påve. Detta påstående att Herren skulle ha utnämnd Petrus till påve kommer ursprungligen från Katolikerna själva och är ej Bibliskt.

## Födda
- 17 september – Julia Flavia, dotter till Titus, älskarinna till dennes bror Domitianus

## Avlidna
- Petrus, en av Jesu lärjungar, kristen martyr, påve sedan omkring 30 eller 33 (död detta år eller 67; avrättad genom korsfästning upp och ner)
- Paulus, en av Jesu lärjungar (död tidigaste detta år)
- Yin Lihua, kinesisk kejsarinna.